# Aristio Fusco
Aristio Fusco (in latino Marcus Aristius Fuscus; I secolo a.C.) è stato un poeta, grammatico, commediografo, tragediografo e filologo romano, vissuto nel I secolo a.C., noto come amico di Quinto Orazio Flacco.

## Biografia
Secondo il commento di Pomponio Porfirione alle opere oraziane, Aristio fu un excellens grammaticus (filologo e grammatico) e uno scrittore di commedie, in particolare togatae. Per Elenio Acrone fu, inoltre, un tragediografo.
Fusco entrò gradualmente nel circolo di Mecenate (dal 38 a.C. al 33 a.C. circa) dove conobbe l'ambiente in cui viveva Orazio, con il quale già da tempo era in amicizia. Nel corso degli anni  entrò in contatto con Lucio Vario Rufo, Plozio Tucca, Quintilio Varo, Emilio Macro, Caio Melisso, Valgio Rufo, Domizio Marso, Cornelio Gallo, Sesto Properzio e Virgilio.
Viene ricordato proprio da Orazio nelle Satire, nelle Epistole e nelle Odi.